# 奥格·马里乌斯·汉森
奥格·马里乌斯·汉森（丹麥語：Aage Marius Hansen，1890年9月27日—1980年5月5日），生于腓特烈松自治市，丹麦男子竞技体操运动员。他曾代表丹麦获得1912年夏季奥运会体操比赛男子团体自由式铜牌。